# SN 2004gk
SN 2004gk – supernowa typu Ic odkryta 25 listopada 2004 roku w galaktyce IC3311. W momencie odkrycia miała maksymalną jasność 13,30m.